# Међународна ознака аеродрома
Интернационална асоцијација за ваздушни саобраћај (енгл. International Air Transport Association; скр. ИАТА од енгл. IATA) контролише додјелу скраћеница (кодова) којима се недвосмислено означавају аеродроми, авио-компаније и типови авиона у свјетском ваздушном саобраћају.

## Значење
ИАТА скраћенице су комбинације од три слова или броја за недвосмислено означавање интернационалних аеродрома. На пример, код ZRH означава интернационални аеродром Цирих.
Неким важнијим саобраћајним чворовима као на примјер жељезничким станицама или бродским лукама се такође додјељују ИАТА кодови (нпр. ZLP за главну жељезничку станицу у Цириху). Градови са два или више већих аеродрома имају такође посебан ИАТА код (нпр. Берлин - BER = аеродром Бранденбург).
Поред кодова за означавање аеродрома, постоје и кодови за типове авиона (три знака) као и за авио-компаније (два до три знака).
Главни циљ Интернационалне асоцијација за ваздушни саобраћај је интернационално усаглашавање и поједностављење свих активности при превозу путника и робе. Примјер примјене аеродромског кода је означавање пртљага кодом циљног аеродрома.

## Структура ознака
Интернационална ознака аеродрома је често конвенционална и лако препознатљива (нпр. FRA = аеродром Франкфурт, LH = Луфтханза) иако потичу из енглеског језика; нпр. CGN = Келн (енгл. Cologne).
Ако велики аеродроми посједују маркантно име, често је и оно садржано у датом ИАТА коду (нпр. London Heathrow у Лондону = LHR, Charles de Gaulle у Паризу = CDG). Постоје и изузеци; нпр. кодови канадских аеродрома имају почетни знак "Y" док рецимо њемачки имају "4U" (за Germanwings) на почетку.
И код типова авиона су кодови често очигледни као нпр. Boeing 737-300 = 733 или Airbus A340-200 = 342.
Поред ИАТА кода у интернационалном саобраћају у употреби је и четворозначни ИЦАО (енгл. International Civil Aviation Organisation) код.